# Чемпионат России по волейболу среди женщин 2003/2004
13-й чемпионат России по волейболу среди женских команд суперлиги проходил с 1 ноября 2003 по 18 апреля 2004 года. Чемпионский титул в 13-й раз подряд выиграла «Уралочка»-НТМК.

## Регламент турнира
В суперлиге принимали участие 13 команд. Соревнования проводились в три этапа — 1-й, 2-й и финальный (плей-офф). Сначала состоялись игры 1-го этапа в 1 круг по разъездному календарю спаренными матчами с участием 12 команд. На 2-м этапе 5 лучших и «Уралочка»-НТМК (освобождённая от игр на 1-м этапе первенства) по туровой системе определили четвёрку команд, продолживших борьбу за медали. Финальный этап прошёл по системе «финала четырёх». Команды, занявшие на 1-м этапе 6-12 места на 2-м этапе с учётом результатов игр между собой на предыдущей стадии розыгрыша в однокруговом турнире по разъездному календарю спаренными матчами разыграли места с 7-го по 13-е.
За победу команды получали 2 очка, за поражение — 1, за неявку — 0. При равенстве очков у двух и более команд расстановка определялась по соотношению выигранных и проигранных партий во всех матчах. В заявку на матч разрешалось заявлять 12 волейболисток, в том числе одного либеро. Количество иностранных игроков в команде должно быть не более двух.

## Суперлига

### 1-й этап
1 ноября 2003 — 8 февраля 2004
| М  | Команда                            | 1       | 2       | 3       | 4       | 5       | 6       | 7       | 8       | 9       | 10      | 11      | 12      | И  | В  | П  | С/П   | О  |
| -- | ---------------------------------- | ------- | ------- | ------- | ------- | ------- | ------- | ------- | ------- | ------- | ------- | ------- | ------- | -- | -- | -- | ----- | -- |
| 1  | «Динамо» Московская обл.           |         | 3:0 0:3 | 3:0     | 2:3 0:3 | 3:0     | 3:0 3:1 | 3:1     | 3:2 3:1 | 3:2 2:3 | 3:0     | 3:0     | 3:0     | 22 | 18 | 4  | 58:20 | 40 |
| 2  | Балаковская АЭС Балаково           | 0:3 3:0 |         | 3:1 2:3 | 3:0 3:1 | 1:3 3:1 | 3:1     | 3:2 3:1 | 1:3 3:1 | 3:1     | 3:1 1:3 | 3:1     | 3:0     | 22 | 17 | 5  | 56:29 | 39 |
| 3  | «Университет» Белгород             | 0:3     | 1:3 3:2 |         | 1:3 3:1 | 3:2 1:3 | 3:1 2:3 | 3:1 3:0 | 0:3     | 3:0     | 3:0     | 3:0 3:1 | 3:0 1:3 | 22 | 13 | 9  | 45:35 | 35 |
| 4  | «Самородок» Хабаровск              | 3:2 3:0 | 0:3 1:3 | 3:1 1:3 |         | 3:2 1:3 | 3:2 0:3 | 2:3 0:3 | 3:1 3:2 | 3:0 2:3 | 3:0     | 3:1 2:3 | 3:0     | 22 | 13 | 9  | 48:38 | 35 |
| 5  | «Заречье-Одинцово» Московская обл. | 0:3     | 3:1 1:3 | 2:3 3:1 | 2:3 3:1 |         | 3:0 1:3 | 0:3 2:3 | 3:1     | 3:0 3:2 | 3:1 1:3 | 3:2     | 3:0 3:2 | 22 | 13 | 9  | 48:41 | 35 |
| 6  | «Факел» Новый Уренгой              | 0:3 1:3 | 1:3     | 1:3 3:2 | 2:3 3:0 | 0:3 3:1 |         | 3:0 3:1 | 3:2 1:3 | 0:3     | 3:2 3:0 | 3:1 3:2 | 3:0 3:1 | 22 | 12 | 10 | 43:42 | 34 |
| 7  | «Луч»-МГСУ Москва                  | 1:3     | 2:3 1:3 | 1:3 0:3 | 3:2 3:0 | 3:0 3:2 | 0:3 1:3 |         | 3:0 3:1 | 0:3 3:1 | 0:3 1:3 | 3:2 3:1 | 3:1 3:0 | 22 | 11 | 11 | 41:43 | 33 |
| 8  | ЦСКА Москва                        | 2:3 1:3 | 3:1 1:3 | 3:0     | 1:3 2:3 | 1:3     | 2:3 3:1 | 0:3 1:3 |         | 3:1 1:3 | 3:0 3:1 | 3:1 3:2 | 2:3 3:1 | 22 | 10 | 12 | 45:44 | 32 |
| 9  | «Стинол» Липецк                    | 2:3 3:2 | 1:3     | 0:3     | 0:3 3:2 | 0:3 2:3 | 3:0     | 3:0 1:3 | 1:3 3:1 |         | 3:1 1:3 | 3:0 3:1 | 0:3 3:0 | 22 | 10 | 12 | 39:43 | 32 |
| 10 | «Автодор-Метар» Челябинск          | 0:3     | 1:3 3:1 | 0:3     | 0:3     | 1:3 3:1 | 2:3 0:3 | 3:0 3:1 | 0:3 1:3 | 1:3 3:1 |         | 2:3 1:3 | 2:3 3:1 | 22 | 6  | 16 | 29:53 | 28 |
| 11 | «Тулица-Туламаш» Тула              | 0:3     | 1:3     | 0:3 1:3 | 1:3 3:2 | 2:3     | 1:3 2:3 | 2:3 1:3 | 1:3 2:3 | 0:3 1:3 | 3:2 3:1 |         | 3:0     | 22 | 5  | 17 | 33:56 | 27 |
| 12 | МГФСО Москва                       | 0:3     | 0:3     | 0:3 3:1 | 0:3     | 0:3 2:3 | 0:3 1:3 | 1:3 0:3 | 3:2 1:3 | 3:0 0:3 | 3:2 1:3 | 0:3     |         | 22 | 4  | 18 | 18:59 | 26 |

### 2-й этап (1-6 места)
В двухтуровом турнире принимали участие «Уралочка»-НТМК и 5 лучших команд по итогам 1-го этапа. 1 тур — 17-22 февраля 2004 (Москва), 2 тур — 10-15 марта (Нижний Тагил).
| М | Команда                            | 1       | 2   | 3       | 4       | 5       | 6       | И  | В | П | С/П   | О  |
| - | ---------------------------------- | ------- | --- | ------- | ------- | ------- | ------- | -- | - | - | ----- | -- |
| 1 | «Уралочка»-НТМК Свердловская обл.  |         | 3:1 | 3:1     | 3:0     | 3:1 3:0 | 3:0 2:3 | 10 | 9 | 1 | 29:8  | 18 |
| 2 | «Динамо» Московская обл.           | 1:3     |     | 3:0     | 3:1     | 3:1     | 3:0     | 10 | 8 | 2 | 26:10 | 18 |
| 3 | Балаковская АЭС Балаково           | 1:3     | 0:3 |         | 3:0 0:3 | 3:0     | 2:3 3:0 | 10 | 4 | 6 | 16:18 | 12 |
| 4 | «Университет» Белгород             | 0:3     | 1:3 | 0:3 3:0 |         | 1:3 3:1 | 2:3 3:2 | 10 | 3 | 7 | 14:24 | 13 |
| 5 | «Заречье-Одинцово» Московская обл. | 1:3 0:3 | 1:3 | 0:3     | 3:1 1:3 |         | 3:1     | 10 | 3 | 7 | 13:24 | 13 |
| 6 | «Самородок» Хабаровск              | 0:3 3:2 | 0:3 | 3:2 0:3 | 3:2 2:3 | 1:3     |         | 10 | 3 | 7 | 13:27 | 13 |

### Финальный этап
Нижний Тагил

#### Полуфинал
17 марта 2004
Уралочка-НТМК — Университет 3:1 (25:15, 22:25, 25:18, 25:12)
Динамо — Балаковская АЭС 3:2 (25:14, 23:25, 25:27, 25:19, 15:13)

#### Матч за 3-е место
18 марта 2004
Балаковская АЭС — Университет 3:0 (25:13, 25:18, 33:31)

#### Финал
18 марта 2004
Уралочка-НТМК — Динамо 3:2 (23:25, 21:25, 25:12, 25:22, 16:14)

### 2-й этап (7-13 места)
21 февраля — 18 апреля 2004. Команды играли с разъездами в один круг спаренными матчами. Учитывались игры команд между собой на 1-м этапе чемпионата (их результаты выделены курсивом в верхних строках ячеек).
| М  | Команда                   | 7               | 8               | 9               | 10              | 11              | 12              | 13              | И  | В  | П  | С/П   | О  |
| -- | ------------------------- | --------------- | --------------- | --------------- | --------------- | --------------- | --------------- | --------------- | -- | -- | -- | ----- | -- |
| 7  | «Стинол» Липецк           |                 | 3:0 3:0 3:2 0:3 | 3:0 1:3 3:2 2:3 | 1:3 3:1 3:2 3:1 | 3:1 1:3 3:1 3:1 | 3:0 3:1 3:2 0:3 | 0:3 3:0 3:1 3:0 | 24 | 17 | 7  | 56:36 | 41 |
| 8  | «Факел» Новый Уренгой     | 0:3 0:3 2:3 3:0 |                 | 3:0 3:1 2:3 3:1 | 3:2 1:3 1:3 3:1 | 3:2 3:0 0:3 1:3 | 3:1 3:2 1:3 3:2 | 3:0 3:1 3:0 3:0 | 24 | 15 | 9  | 55:38 | 39 |
| 9  | «Луч»-МГСУ Москва         | 0:3 3:1 2:3 3:2 | 0:3 1:3 3:2 1:3 |                 | 3:0 3:1 3:1 1:3 | 0:3 1:3 3:1 3:0 | 3:2 3:1 3:1 1:3 | 3:1 3:0 3:0 3:2 | 24 | 15 | 9  | 52:43 | 39 |
| 10 | ЦСКА Москва               | 3:1 1:3 2:3 1:3 | 2:3 3:1 3:1 1:3 | 0:3 1:3 1:3 3:1 |                 | 3:0 3:1 0:3 1:3 | 3:1 3:2 3:2 1:3 | 2:3 3:1 3:2 3:1 | 24 | 12 | 12 | 49:50 | 36 |
| 11 | «Автодор-Метар» Челябинск | 1:3 3:1 1:3 1:3 | 2:3 0:3 3:0 3:1 | 3:0 3:1 1:3 0:3 | 0:3 1:3 3:0 3:1 |                 | 2:3 1:3 3:2 3:2 | 2:3 3:1 2:3 3:0 | 24 | 11 | 13 | 47:48 | 35 |
| 12 | «Тулица-Туламаш» Тула     | 0:3 1:3 2:3 3:0 | 1:3 2:3 3:1 2:3 | 2:3 1:3 1:3 3:1 | 1:3 2:3 2:3 3:1 | 3:2 3:1 2:3 2:3 |                 | 3:0 3:0 3:1 3:0 | 24 | 10 | 14 | 51:49 | 34 |
| 13 | МГФСО Москва              | 3:0 0:3 1:3 0:3 | 0:3 1:3 0:3 0:3 | 1:3 0:3 0:3 2:3 | 3:2 1:3 2:3 1:3 | 3:2 1:3 3:2 0:3 | 0:3 0:3 1:3 0:3 |                 | 24 | 4  | 20 | 22:60 | 28 |

«Автодор-Метар», «Тулица-Туламаш» и МГФСО выбыли в высшую лигу «А».

### Итог

Уралочка-НТМК - чемпион России 2004

| 1. «Уралочка»-НТМК (Свердловская область)  | 8. «Факел» (Новый Уренгой)      |
| 2. «Динамо» (Московская область)           | 9. «Луч»-МГСУ (Москва)          |
| 3. Балаковская АЭС (Балаково)              | 10. ЦСКА (Москва)               |
| 4. «Университет» (Белгород)                | 11. «Автодор-Метар» (Челябинск) |
| 5. «Заречье-Одинцово» (Московская область) | 12. «Тулица-Туламаш» (Тула)     |
| 6. «Самородок» (Хабаровск)                 | 13. МГФСО (Москва)              |
| 7. «Стинол» (Липецк)                       |                                 |

### Команды и игроки
«Уралочка»-НТМК (Свердловская область)
Ольга Чуканова, Елизавета Тищенко, Наталья Сафронова, Анастасия Беликова, Татьяна Горшкова, Елена Тюрина, Мия Ерков, Елена Фильманович, Александра Пасынкова, Анна Бескова, Ксения Радченко.
Главный тренер — Николай Карполь.
 «Динамо» (Московская область)
Марина Шешенина, Екатерина Гамова, Ирина Тебенихина, Елена Плотникова, Елена Сенникова, Наталья Вдовина, Нелли Фонова, Синако Танака, Ирина Волчкова, Ольга Сажина, Наталья Голубенко, Наталья Караулова, Ольга Подлесная.
Главный тренер — Валентина Огиенко.
 Балаковская АЭС (Балаково)
Светлана Акулова, Юлиана Киселёва, Лариса Шаманаева, Наталья Курносова, Анна-Мириам Гансонре, Елена Гуменюк, Ольга Фадеева, Елена Савинова, Жанна Шумакова, Елизавета Иванова, Екатерина Чернова, Екатерина Громова.
Главный тренер — Владислав Фадеев.
- «Университет» (Белгород)

Светлана Левина, Александра Коруковец, Лариса Сычёва, Елена Сычёва, Елена Сысунина, Галина Папазова, Ирина Решетняк, Евгения Корабельщикова, Виктория Скиба, Ольга Ничутина, Светлана Пупынина, Ирина Ямпольская, Олеся Шаравская.
Главный тренер — Раиса Попова.
- «Заречье-Одинцово» (Московская область)

Анна Левченко, Ольга Филина, Юлия Меркулова, Патрисия Аррингтон, Наталья Мельникова, Ольга Адаменя, Елена Ганшина, Светлана Илич, Полина Вергун, Ирина Голощапова, Евгения Загорец, Анна Моисеенко, Ольга Яковук.
Главный тренер — Павел Матиенко.
- «Самородок» (Хабаровск)

Елена Васильевская, Анна Плигунова, Наталья Куликова, Ольга Иванкова, Наталья Васюкович, Ксения Пешкина, Анна Чумакова, Лили Кахумоку, Антонина Шестак, Светлана Крылова, Анна Андронова, Елена Богданова, Татьяна Козлова, Анастасия Устименко.
Главный тренер — Виктор Бардок.
- «Стинол» (Липецк)

Наталья Воробьёва, Оксана Ковальчук, Мария Бородакова, Ольга Озова, Жанна Новикова, Светлана Крючкова, Анастасия Щербакова, Наталья Рощупкина, Теодора Иванова, Екатерина Певцова, Мария Брунцева (Маслакова), Надежда Фарафонова, Анна Арбузова.
Главный тренер — Ришат Гилязутдинов.
- «Факел» (Новый Уренгой)

Виктория Степанищева, Екатерина Зимятова, Наталья Чумакова, Юлия Суханова, Ольга Поташова, Надежда Богданова, Марина Попкова, Елена Маркина, Анна Симонова, Мария Филипова, Наталья Аболмасова.
Главный тренер — Юрий Щуплов.
- «Луч»-МГСУ (Москва)

Марина Егорова, Елена Лисовская, Юлия Ильина, Ольга Ильина, Наталья Ящук, Леся Махно, Екатерина Лобанова, Оксана Кудрявцева, Татьяна Свирина, Наталья Кривцова, Надежда Бурцева.
Главный тренер — Вадим Кирьянов.
- ЦСКА (Москва)

Наталья Никифорова, Елена Гуськова, Анастасия Шмелёва, Ольга Рыжова, Ольга Мустафаева (Морозова), Анна Зайко, Екатерина Чернова, Татьяна Семеняка, Елена Константинова.
Главный тренер — Леонид Зайко.
- «Автодор-Метар» (Челябинск)

Марина Акулова, Татьяна Ализарова, Татьяна Гречко, Ирина Бильмаер, Екатерина Маргацкая, Юлия Седова, Елена Юрина, Анастасия Инкина, Елена Целищева, Елена Литвинова.
Главные тренеры — Елена Юрина (до декабря), Владимир Кузюткин (декабрь - январь), Сергей Овчинников (с февраля 2004).
- «Тулица-Туламаш» (Тула)

Люминита Тромбитас, Екатерина Леонова, Ирина Сухова, Татьяна Фукс, Елена Воробьёва, Алина Елизарова, Анна Шевченко, Елена Чернышова, Екатерина Осичкина, Ольга Рытова, Лариса Тучина, Людмила Белкина.
Главный тренер — Андрей Смирнов.
- МГФСО (Москва)

Мария Жадан, Татьяна Ромашкан, Екатерина Орлова, Мария Плеханова, Наталья Назарова, Виктория Подкопаева, Екатерина Петухова, Елена Пильникова, Ирина Климанова, Анастасия Присягина.
Главный тренер — Леонид Березин, Евгений Конягин (с февраля 2004),.

## Высшая лига «А»
Соревнования в высшей лиге «А» состояли из двух этапов — предварительного и финального. На предварительном этапе соревнования проводились в двух зонах — «Европа» и «Сибирь — Дальний Восток». В финальном этапе принимали участие по 4 лучшие команды из двух зон.

### Предварительный этап
В обоих зонах соревнования проводились по туровой системе с 10 октября по 25 декабря 2004. По их итогам по 4 лучшие команды из каждой зоны вышли в финальный этап высшей лиги «А». Остальные команды в своих зонах провели турниры за 5-12 места с учётом всех результатов, показанных на предварительном этапе.
| Зона «Европа» | Зона «Европа»                                | Зона «Европа» | Зона «Европа» | Зона «Европа» | Зона «Европа» | Зона «Европа» |
| М             | Команды                                      | И             | В             | П             | С/П           | О             |
| ------------- | -------------------------------------------- | ------------- | ------------- | ------------- | ------------- | ------------- |
| 1             | «Ленинградка» (Санкт-Петербург)              | 22            | 20            | 2             | 63:13         | 42            |
| 2             | «Динамо» (Краснодар)                         | 22            | 19            | 3             | 60:26         | 41            |
| 3             | «Искра» (Самара)                             | 22            | 15            | 7             | 48:34         | 37            |
| 4             | «Прометей» (Уфа)                             | 22            | 14            | 8             | 50:30         | 36            |
| 5             | «Импульс»-ВоАЭС (Волгодонск)                 | 22            | 14            | 8             | 51:34         | 36            |
| 6             | «Ярославна-ТМЗ» (Тутаев)                     | 22            | 13            | 9             | 48:35         | 35            |
| 7             | «Аэрофлот-Уралтрансбанк» (Свердловская обл.) | 22            | 13            | 9             | 46:37         | 35            |
| 8             | «Мытищи»-МГОУ (Мытищи)                       | 22            | 8             | 14            | 30:45         | 30            |
| 9             | «Надежда» (Серпухов)                         | 22            | 7             | 15            | 34:50         | 29            |
| 10            | «Трансэнерго» (Рязань)                       | 22            | 4             | 18            | 23:55         | 26            |
| 11            | «Университет-Химмаш» (Пенза)                 | 22            | 4             | 18            | 18:56         | 26            |
| 12            | «Дончанка»-ЮРГУЭС (Новочеркасск)             | 22            | 1             | 21            | 8:64          | 23            |

| Зона «Сибирь - Дальний Восток» | Зона «Сибирь - Дальний Восток»     | Зона «Сибирь - Дальний Восток» | Зона «Сибирь - Дальний Восток» | Зона «Сибирь - Дальний Восток» | Зона «Сибирь - Дальний Восток» | Зона «Сибирь - Дальний Восток» |
| М                              | Команды                            | И                              | В                              | П                              | С/П                            | О                              |
| ------------------------------ | ---------------------------------- | ------------------------------ | ------------------------------ | ------------------------------ | ------------------------------ | ------------------------------ |
| 1                              | «Ангара» (Иркутск)                 | 22                             | 21                             | 1                              | 64:8                           | 43                             |
| 2                              | «Метрострой» (Красноярск)          | 22                             | 21                             | 1                              | 63:10                          | 43                             |
| 3                              | «Аурум» (Хабаровск)                | 22                             | 16                             | 6                              | 51:28                          | 38                             |
| 4                              | «Спартак» (Омск)                   | 22                             | 15                             | 7                              | 53:28                          | 37                             |
| 5                              | «Спутник» (Новосибирск)            | 22                             | 13                             | 9                              | 42:39                          | 35                             |
| 6                              | «Вертикаль»-ВГУЭС (Владивосток)    | 22                             | 12                             | 10                             | 43:37                          | 34                             |
| 7                              | «Томичка-Динамо» (Томск)           | 22                             | 8                              | 14                             | 31:47                          | 30                             |
| 8                              | «Локомотив» (Иркутск)              | 22                             | 8                              | 14                             | 32:51                          | 30                             |
| 9                              | «Забайкалка» (Чита)                | 22                             | 7                              | 15                             | 33:48                          | 29                             |
| 10                             | «Лицей» (Юрга)                     | 22                             | 5                              | 17                             | 32:55                          | 27                             |
| 11                             | «Строитель-Бастион» (Железногорск) | 22                             | 4                              | 18                             | 15:60                          | 26                             |
| 12                             | «Старт-Саяны» (Зеленогорск)        | 22                             | 2                              | 20                             | 16:61                          | 24                             |

### За 5-12 места
В обоих зонах соревнования проводились с 9 февраля по 18 апреля 2004 по туровой системе с учётом всех результатов, показанных командами на предварительноом этапе.
| Зона «Европа» | Зона «Европа»                                | Зона «Европа» | Зона «Европа» | Зона «Европа» | Зона «Европа» | Зона «Европа» |
| М             | Команды                                      | И             | В             | П             | С/П           | О             |
| ------------- | -------------------------------------------- | ------------- | ------------- | ------------- | ------------- | ------------- |
| 5             | «Ярославна-ТМЗ» (Тутаев)                     | 36            | 24            | 12            | 86:54         | 60            |
| 6             | «Импульс»-ВАЭС (Волгодонск)                  | 36            | 23            | 13            | 85:58         | 59            |
| 7             | «Аэрофлот-Уралтрансбанк» (Свердловская обл.) | 36            | 22            | 14            | 79:58         | 58            |
| 8             | «Надежда» (Серпухов)                         | 36            | 16            | 20            | 63:73         | 52            |
| 9             | «Мытищи»-МГОУ (Мытищи)                       | 36            | 16            | 20            | 60:70         | 52            |
| 10            | «Трансэнерго» (Рязань)                       | 36            | 9             | 27            | 46:88         | 45            |
| 11            | «Университет-Химмаш» (Пенза)                 | 36            | 8             | 28            | 38:91         | 44            |
| 12            | «Дончанка»-ЮРГУЭС (Новочеркасск)             | 36            | 2             | 34            | 21:104        | 38            |

| Зона «Сибирь - Дальний Восток» | Зона «Сибирь - Дальний Восток»     | Зона «Сибирь - Дальний Восток» | Зона «Сибирь - Дальний Восток» | Зона «Сибирь - Дальний Восток» | Зона «Сибирь - Дальний Восток» | Зона «Сибирь - Дальний Восток» |
| М                              | Команды                            | И                              | В                              | П                              | С/П                            | О                              |
| ------------------------------ | ---------------------------------- | ------------------------------ | ------------------------------ | ------------------------------ | ------------------------------ | ------------------------------ |
| 5                              | «Спутник» (Новосибирск)            | 36                             | 26                             | 10                             | 83:48                          | 62                             |
| 6                              | «Томичка-Динамо» (Томск)           | 36                             | 21                             | 15                             | 70:56                          | 57                             |
| 7                              | «Вертикаль»-ВГУЭС (Владивосток)    | 36                             | 17                             | 19                             | 63:65                          | 53                             |
| 8                              | «Забайкалка» (Чита)                | 36                             | 16                             | 20                             | 65:66                          | 52                             |
| 9                              | «Локомотив» (Иркутск)              | 36                             | 16                             | 20                             | 60:72                          | 52                             |
| 10                             | «Лицей» (Юрга)                     | 36                             | 10                             | 26                             | 51:85                          | 46                             |
| 11                             | «Строитель-Бастион» (Железногорск) | 36                             | 6                              | 30                             | 24:97                          | 42                             |
| 12                             | «Старт-Саяны» (Зеленогорск)        | 36                             | 3                              | 33                             | 20:101                         | 39                             |

### Финальный этап
Принимали участие по 4 лучшие команды от двух зон. Соревнования проходили с 13 января по 8 апреля 2004 по туровой системе. Всего состоялось 7 туров. Учитывались результаты игр команд одной зоны между собой на предварительном этапе (в таблице выделены курсивом).
| М | Команда                       | 1           | 2           | 3           | 4           | 5           | 6           | 7           | И  | В  | П  | С/П   | О   |
| - | ----------------------------- | ----------- | ----------- | ----------- | ----------- | ----------- | ----------- | ----------- | -- | -- | -- | ----- | --- |
| 1 | «Ленинградка» Санкт-Петербург |             | 3:0 3:1 2:3 | 1:3 3:0 2:3 | 2:3 3:0 3:0 | 3:0 3:2 3:2 | 3:0 3:2 3:0 | 3:1 3:0 3:0 | 18 | 14 | 4  | 49:20 | 32  |
| 2 | «Метрострой» Красноярск       | 0:3 1:3 3:2 |             | 3:1 1:3 3:2 | 3:0 3:0 3:1 | 0:3 3:1 3:1 | 3:1 1:3 3:1 | 3:0 3:0 3:0 | 18 | 13 | 5  | 42:25 | 31  |
| 3 | «Динамо» Краснодар            | 3:1 0:3 3:2 | 1:3 3:1 2:3 |             | 3:0 3:0 2:3 | 3:1 3:0 2:3 | 3:0 2:3 3:0 | 1:3 3:0 3:1 | 18 | 11 | 7  | 43:27 | 29  |
| 4 | «Искра» Самара                | 3:2 0:3 0:3 | 0:3 0:3 1:3 | 0:3 0:3 3:2 |             | 3:2 3:1 3:0 | 3:1 3:1 3:1 | 3:0 3:2 0:3 | 18 | 10 | 8  | 31:36 | 271 |
| 5 | «Ангара» Иркутск              | 0:3 2:3 2:3 | 3:0 1:3 1:3 | 1:3 0:3 3:2 | 2:3 1:3 0:3 |             | 3:0 0:3 3:0 | 3:0 3:2 3:1 | 18 | 7  | 11 | 31:38 | 25  |
| 6 | «Прометей» Уфа                | 0:3 2:3 0:3 | 1:3 3:1 1:3 | 0:3 3:2 0:3 | 1:3 1:3 1:3 | 0:3 3:0 0:3 |             | 3:1 3:2 0:3 | 18 | 5  | 13 | 22:45 | 221 |
| 7 | «Аурум» Хабаровск             | 1:3 0:3 0:3 | 0:3 0:3 0:3 | 3:1 0:3 1:3 | 0:3 2:3 3:0 | 0:3 2:3 1:3 | 1:3 2:3 3:0 |             | 18 | 3  | 15 | 19:46 | 21  |

- 1 — у «Искры» и «Прометея» по одной неявке.

«Спартак» (Омск) снялся с розыгрыша после трёх туров (6 игр). Результаты игр с его участием аннулированы.
По итогам финального этапа «Ленинградка» (Санкт-Петербург) и «Метрострой» (Красноярск) получили право на выступление в суперлиге в сезоне 2004—2005.

## Высшая лига «Б»
Итоговая расстановка
| «Европа»                          | «Сибирь-Дальний Восток»            |
| --------------------------------- | ---------------------------------- |
| 1. «Казаночка» (Казань)           | 1. «Томичка-Юпитер» (Томск)        |
| 2. «Северсталь» (Череповец)       | 2. «Университет» (Улан-Удэ)        |
| 3. «Тулица-Туламаш»-2 (Тула)      | 3. «Юность России» (Юрга)          |
| 4. «Олимпия» (Шуя)                | 4. «Хара Морин» (Улан-Удэ)         |
| 5. «Динамо» (Крымск)              | 5. «Локомотив»-2 (Иркутск)         |
| 6. «Стинол»-2 (Липецк)            | 6. «Киселёвчанка» (Киселёвск)      |
| 7. ЦСКА-2 (Москва)                | 7. «Енисеюшка»-СибГАУ (Красноярск) |
| 8. МГФСО-2 (Москва)               | 8. «Забайкалка»-2 (Чита)           |
| 9. «Экономист» (Казань)           |                                    |
| 10. «Автодор-Метар»-2 (Челябинск) |                                    |
| 11. «Каучук» (Стерлитамак)        |                                    |
| 12. КШВСМ (Санкт-Петербург)       |                                    |
| 13. «Экран» (Санкт-Петербург)     |                                    |
| 14. «Искра»-СГЭА (Самара)         |                                    |

## Первая лига
Итоговая расстановка
| 1. «Спартак-Мослифт» (Москва)                |
| 2. «Ленинградка»-2 (Санкт-Петербург)         |
| 3. «Спарта» (Нижний Новгород)                |
| 4. «Луч»-2 (Москва)                          |
| 5. СВС-«Воронеж» (Воронеж)                   |
| 6. «Заречье-Одинцово»-2 (Московская область) |
| 7. «Смолянка» (Смоленск)                     |
| 8. «Строитель» (Санкт-Петербург)             |
| 9. «Анапа» (Анапа)                           |
| 10. ТТГ-«Югория» (Югорск)                    |
| 11. «Университет»-2 (Белгород)               |

## Источник
- «Волейбол. Чемпионат России 2005». Альманах Всероссийской федерации волейбола
- «Волейбол. Чемпионат России 2004». Альманах Всероссийской федерации волейбола